# Vlakplaat

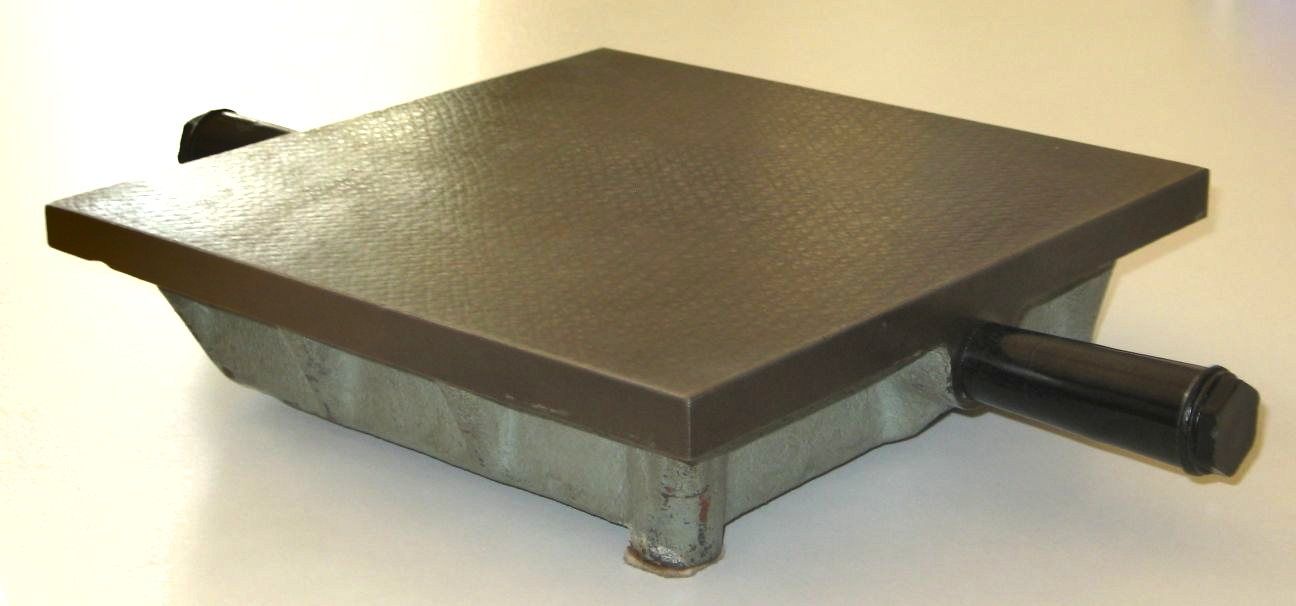

Een vlakplaat is een solide vlakke ondergrond meestal in staal of graniet voor allerlei metingen, vergelijkingen of het aftekenen van werkstukken. Met de meetopstelling op de vlakplaat wordt het werkstuk gecontroleerd.